# Стефания Виляреал
Стефания Виляреал е мексиканска актриса, която става известна с ролята си в мексиканския сериал „Непокорните“.
Ролята ѝ е на момиче с наднормено тегло на име Селина Ферер, което има хранителни смущения и често се самосъжалява, понеже никога не е имала приятел. Тя е най-добрата приятелка на Вико (Анхелик Бойер) и Миа (Анаи). Дори стига дотам, че иска да се сприятели със Сол де ла Рива (Фуз), която е заклет враг на Миа, докато не разбира, че Сол иска да открадне момчето, от което Селина се интересува – Макс. Селина е несигурна, въпреки че по сърце е добродушна. Майка ѝ се срамува от нея, защото е дебела и не престава да яде, а майка ѝ иска да я спре. Тя твърди, че не е искала Селина да се ражда никога. Селина забременява и е напът да роди бебе от Макс, който го е приел и дори ще бъде отговорен за детето, защото обича и него, и Селина. Тогава Селина, заедно с Вико и Лухан (Зорайда Гомез) създават бандата Цитрус. През 2016 г. участва в мексиканската теленовелата „Да се будя с теб“.